# Xysmalobium
Xysmalobium là chi thực vật có hoa trong họ Apocynaceae.